# الإخوة جميعا (الرسالة البابوية)
الإخوة جميعًا (بالإيطالية: Fratelli tutti) هي الرسالة العامة ‏ الثالثة للبابا فرانسيس، والتي تحمل عنوان "حول الأخوة والصداقة الاجتماعية"؛ وقد صدرت في عام 2020. وفي الوثيقة، يقول فرانسيس إن الطريقة التي تعاملت بها دول العالم مع جائحة كوفيد-19 أظهرت فشلاً في التعاون العالمي. وتدعو الرسالة إلى مزيد من الأخوة الإنسانية والتضامن، كما تدعو إلى رفض الحروب.
تم توقيع الوثيقة في 3 أكتوبر 2020، بمناسبة زيارة البابا فرنسيس لقبر القديس فرنسيس الأسيزي الذي يحمل اسمه، وتم نشرها في اليوم التالي في عيد القديس.

## الخلفية
الإخوة جميعًا هي الرسالة العامة الثالثة للبابا فرانسيس، بعد لومن فيدي ‏ وكن مسبحا. تم الإعلان عن الوثيقة لأول مرة في 5 سبتمبر 2020.
عنوان الرسالة العامة مأخوذ من كتاب تحذيرات القديس فرنسيس الأسيزي. كان البابا فرانسيس قد أشار إلى نفس الاقتباس في 14 مايو 2020، عندما احتفل بالقداس في بيت القديسة مارتا في مدينة الفاتيكان:
اعتاد القديس فرانسيس أسيسي أن يقول: "كل الإخوة والأخوات". وهكذا ، فإن الرجال والنساء من كل اعتراف ديني يوحدون أنفسهم اليوم في الصلاة والتكفير عن الالتفاف لطلب نعمة الشفاء من هذا الوباء.
في 4 فبراير 2019، وقع البابا فرنسيس وثيقة الأخوة الإنسانية من أجل السلام العالمي والعيش المشترك أثناء زيارته الرسولية إلى الإمارات العربية المتحدة. وكان من بين الموقعين على الوثيقة الإمام الأكبر شيخ الأزهر أحمد الطيب.
قبل نشر الرسالة العامة، انتقد الأب توماس جيه ريس  عنوانها.، الذين وجدوا أنه تمييزي ضد المرأة، لأن الترجمة الحرفية للعنوان هي "الإخوة جميعًا". ومع ذلك، فإن العبارة الإيطالية تحمل دلالة مشتركة وهي "البشرية جمعاء"، وهي، بشكل افتراضي، شاملة. وكتب مجلس النساء الكاثوليك رسالة مفتوحة إلى البابا "يعرب فيها عن قلقه" من أن العنوان يعطي الانطباع بأن الرسالة العامة موجهة للرجال فقط، الأمر الذي خلق إحباطات في كنيسة لا تعترف بالكهنوت النسائي ‏. وانتقدت فيليس زاجانو ‏ أيضًا العنوان قائلةً: "هناك الكثير على المحك. تتعرض الكثير من النساء للإهانة. حياة الكثير من النساء معرضة للخطر".

## التوقيع والنشر

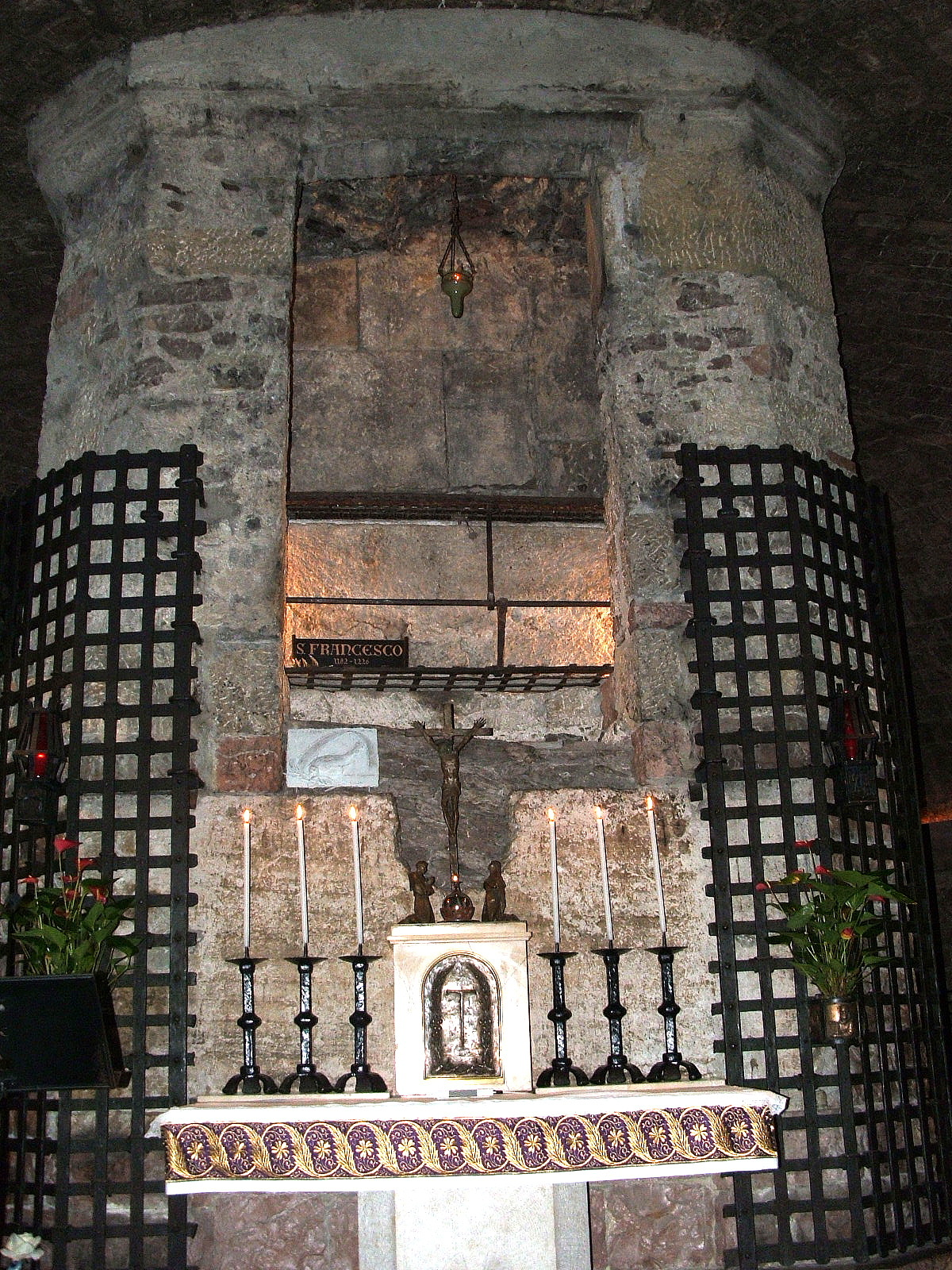
قبر القديس فرنسيس الأسيزي ومذبحه الذي تم توقيع الرسالة العامة عليه

وقع البابا فرنسيس على الإخوة جميعًا في 3 أكتوبر 2020 في أسيزي، عند قبر فرنسيس الأسيزي في الكاتدرائية التي تحمل نفس الاسم. وبعد أن احتفل بالقداس أمام القبر المذكور، وضع فرنسيس نص الرسالة العامة "على المذبح تحت قبر القديس فرنسيس ووقع عليه". كان هذا التوقيع هو المرة الأولى التي يتم فيها توقيع رسالة بابوية خارج روما. كانت رحلة فرانسيس إلى أسيزي هي الأولى له خارج روما منذ بداية جائحة كوفيد-19، وزيارته الرابعة للمدينة كبابا. وقد قام موقع إنفو فاتيكانا ‏ الكاثوليكي الإسباني المحافظ بتسريب النسخة الإسبانية الأصلية من الرسالة البابوية في نفس اليوم على الرغم من حظر الأخبار.
وقد نشر الفاتيكان نص الرسالة العامة رسميًا في 4 أكتوبر 2020، عيد القديس فرنسيس الأسيزي. وقد سبق نشر الرسالة العامة مؤتمر صحفي في نفس اليوم.

## الإلهام
في الرسالة العامة، يذكر البابا فرانسيس أن اجتماعه في فبراير 2019 في أبو ظبي مع أحمد الطيب، الإمام الأكبر شيخ الأزهر، والذي وقعا خلاله على وثيقة الأخوة الإنسانية، كان مصدر إلهام للوثيقة. بالإضافة إلى فرانسيس الأسيزي، يذكر أيضًا أنه استلهم أفكاره من العديد من غير الكاثوليك، بما في ذلك مارتن لوثر كينغ، وديزموند توتو، ومهاتما غاندي.
إن مفهوم "الجار" الموضح في الوثيقة مستوحى جزئيًا من تفسير بول ريكور، الذي يقتبس منه البابا مرتين في الرسالة العامة؛ كما يقتبس البابا أيضًا أحد قادة فكر ريكور، الفيلسوف الوجودي المسيحي غابرييل مارسيل.

## ردود الفعل
شارك رئيس الأساقفة فيكتور مانويل فرنانديز في تحرير الرسالة العامة. وقد ساعد البابا فرنسيس أيضًا دائرة تعزيز التنمية البشرية المتكاملة ‏ في صياغة الرسالة العامة.

## اللغة
تمت كتابة الرسالة البابوية في الأصل باللغة الإسبانية، على الرغم من أن عنوانها باللغة الإيطالية.

## المحتوى
وتدعو الرسالة إلى المزيد من الأخوة الإنسانية والتضامن، كما أنها نداء لرفض الحروب. وهو يركز على المشاكل الاجتماعية والاقتصادية المعاصرة، ويقترح عالماً مثالياً من الأخوة حيث يمكن لجميع البلدان أن تكون جزءاً من "عائلة إنسانية أكبر". يبلغ طول الرسالة البابوية حوالي 43000 كلمة، مقسمة إلى 8 فصول و287 فقرة، وتحتوي على 288 حاشية سفلية. تحتوي معظم الرسالة العامة على ما قاله البابا بالفعل، ويمكن اعتبارها إعادة ترتيب شاملة ومنهجية للعمل الذي أنتجه فرانسيس خلال بابويته التي استمرت سبع سنوات. "من خلال دمج الأقوال السابقة من العظات والخطب والتصريحات في رسالة عامة، وهي واحدة من أعلى مستويات التعليم في الكنيسة، فإنه يرفع من سلطتها".

### العنصرية
وتؤكد الرسالة العامة أن " العنصرية هي فيروس يتحور بسرعة، وبدلاً من أن يختفي، فإنه يختبئ ويتربص في الانتظار". كما يدين المؤمنين الذين يستمرون في "دعم أشكال القومية الضيقة والعنيفة، وكراهية الأجانب والازدراء، وحتى سوء معاملة أولئك الذين يختلفون عنهم".

### الهجرة
إذا كان كل إنسان يتمتع بكرامة غير قابلة للتصرف، وإذا كان كل الناس إخوتي وأخواتي، وإذا كان العالم ينتمي حقًا للجميع، فلن يكون مهمًا ما إذا كان جاري قد ولد في بلدي أو في أي مكان آخر.— Fratelli tutti, §125
يدعم البابا فرنسيس قضية المهاجرين، قائلاً: "لا يمكن لأحد، إذًا، أن يظل مستبعدًا بسبب مكان ميلاده، ناهيك عن الامتيازات التي يتمتع بها آخرون وُلدوا في بلدان ذات فرص أكبر. ولا يمكن لحدود الدول أن تمنع ذلك". ويضيف: "إن كل بلد ينتمي أيضًا إلى الأجنبي بقدر ما لا يجوز حرمان شخص محتاج قادم من مكان آخر من سلع إقليم ما". ويقول إن المهاجرين يجب أن يستفيدوا أيضًا من الحب، واستشهد برسالة الرعوية الصادرة عن مؤتمر أساقفة الولايات المتحدة الكاثوليك لعام 2018 ضد العنصرية، قائلاً إن هناك بعض الحقوق "التي تسبق أي مجتمع لأنها تنبع من الكرامة الممنوحة لكل شخص كما خلقه الله (كلمة)".
ويدعو البابا أيضًا إلى ترسيخ مفهوم "المواطنة الكاملة" ورفض الاستخدام التمييزي لتعبير "الأقليات". ويؤكد البابا أن الاختلافات بين الناس هي هبة، وأن الكل أكبر من مجموع أجزائه الفردية. ويؤكد أيضًا أن الثقافات الأخرى "ليست أعداءً يجب علينا حماية أنفسنا منهم".

### العلاقات بين الأديان

نسبة المسيحيين في العالم وفقًا لدراسة أجراها مركز بيو للأبحاث عام 2011.

الرسالة العامة مستوحاة من إعلان أبو ظبي. وفي الرسالة العامة، ذكر البابا فرانسيس أن إعلان أبو ظبي "لم يكن مجرد لفتة دبلوماسية، بل كان انعكاسًا نابعًا من الحوار والالتزام المشترك". يقول الإخوة جميعًا: "نحن المؤمنون من مختلف الديانات، نعلم أن شهادتنا لله تفيد مجتمعاتنا" و"نحن المسيحيون نطلب أن نضمن الحرية في البلدان التي نكون فيها أقلية، تمامًا كما نعمل نحن أنفسنا على تعزيز هذه الحرية لغير المسيحيين في الأماكن التي يكونون فيها أقلية".
ويعتبر البابا فرنسيس الحوار بين الأديان وسيلة لتحقيق "الصداقة والسلام والوئام"، مضيفا أنه بدون "الانفتاح على أبي الجميع"، لا يمكن تحقيق الأخوة. ويضيف أن أساس الشمولية الحديثة هو "إنكار الكرامة السامية للشخص البشري" وأن العنف "لا أساس له في المعتقدات الدينية، بل في تشوهات هذه المعتقدات". لكن بحسب رأيه فإن الحوار لا يتضمن التقليل من قناعات الإنسان العميقة أو إخفائها، كما أن العبادة الصادقة والمتواضعة لله تعزز قدسية الحياة ‏.

### السامري الصالح
يتأمل البابا فرنسيس في مثل السامري الصالح، الذي يشكل جوهر الرسالة العامة اللاهوتية. ويقول البابا فرنسيس إن هذا المثل هو دعوة "متجددة دائما" من يسوع "لإعادة اكتشاف دعوتنا كمواطنين في بلداننا والعالم أجمع، وبناة رابطة اجتماعية جديدة". إنها تدعو القارئ إلى التأمل في صراعه الداخلي بين أمنه الشخصي والتضحيات الشخصية التي تتطلبها الأعمال الخيرية. "إن المثل "يتحدث إلينا عن جانب أساسي وغالباً ما يتم نسيانه من إنسانيتنا المشتركة: لقد خلقنا لتحقيق اكتمال لا يمكن العثور عليه إلا في الحب". ويضيف البابا فرنسيس: "جميعنا مسؤولون عن الجرحى"، و"لا ينبغي أن نتوقع كل شيء من حكامنا، لأن ذلك سيكون تصرفًا طفوليًا. لدينا المساحة التي نحتاجها للمسؤولية المشتركة في خلق وتنفيذ عمليات وتغييرات جديدة". ويحث البابا الناس أيضًا على "أن يكونوا سامريين صالحين يتحملون آلام مشاكل الآخرين بدلاً من إثارة المزيد من الكراهية والاستياء".
وفي نفس القسم، ينتقد البابا فرانسيس أيضًا أولئك الذين يعتقدون أن عبادة الله كافية وهم غير صادقين فيما يطلبه منهم إيمانهم. ويشير فرانسيس أيضًا إلى أولئك الذين "يتلاعبون بالمجتمع ويخدعونه" و"يعيشون على" الرعاية الاجتماعية. ويؤكد أيضًا على أهمية الاعتراف بيسوع المسيح في أولئك المهجورين أو المستبعدين ويضيف أنه "يتساءل أحيانًا لماذا استغرق الأمر وقتًا طويلاً حتى تدين الكنيسة بشكل لا لبس فيه العبودية وأشكال العنف المختلفة".

### الأخوة العالمية
أتمنى، في عصرنا هذا، أن نُسهم، من خلال إقرارنا بكرامة كل إنسان، في إحياء تطلّع عالمي إلى الأخوة. الأخوة بين جميع الرجال والنساء. [...] فلنحلم إذن كعائلة بشرية واحدة، كرفاق سفر نتشارك الجسد الواحد، كأبناء الأرض الواحدة التي هي موطننا المشترك، كلٌّ منا يحمل غنى معتقداته وقناعاته، كلٌّ منا بصوته الخاص، إخوة وأخوات جميعًا.— الإخوة جميعًا, §8
في الرسالة العامة، كتب البابا فرانسيس أن الشعور بالقرابة العالمية آخذ في الاختفاء، وأن السعي إلى العدالة والسلام يتم استبداله بـ"اللامبالاة العالمية".
في رسالته الإخوة جميعًا، يقول البابا فرانسيس أن الأخوة العالمية ممكنة، لكنها تتطلب "التزامًا حاسمًا بابتكار وسائل فعالة لتحقيق هذه الغاية" (§ 180). وعلاوة على ذلك، يذكر أن الانعزالية، والقومية، والاقتصاد العالمي الذي "يعزز المصالح الفردية"، و"فقدان الإحساس بالتاريخ"، والاستهلاك غير المحدود، والإسراف، والافتقار إلى الاهتمام بالبيئة، وثقافة الإلقاء، كلها عوامل تعوق تحقيق هذه الغاية. ومن بين أمور أخرى، تم تضمين الإجهاض، والقتل الرحيم، وإهمال كبار السن، والتمييز ضد المرأة، والعبودية كجزء من هذه الثقافة المهملة؛ ولا توجد كلمة "الإجهاض" في الرسالة البابوية، ولكن تم التلميح إلى إدانتها. يقول البابا فرانسيس في الرسالة العامة: "إن الصداقة الاجتماعية والأخوة العالمية تتطلبان بالضرورة الاعتراف بقيمة كل إنسان، في كل زمان ومكان"؛ ويحذر فرانسيس من أنه إذا تعرضت الكرامة الإنسانية للأشخاص ذوي الإعاقة، أو فقير (صوفية)، أو أولئك الذين لا يستطيعون الوصول إلى التعليم للتهديد، فإن الأخوة لن تكون سوى " مثال غامض". يقول فرانسيس أن الفردية "لا تجعلنا أكثر حرية، أو أكثر مساواة، أو أكثر إخاءً"، وأن ما نحتاجه هو "حب عالمي" يعزز كرامة كل إنسان. ويقول أيضًا إن الاستهلاك الفردي يمكن أن "يتدهور بسرعة إلى حالة من الفوضى" والتي ستكون "أسوأ من أي جائحة".

### «الحرية والمساواة والأخوة»
في الرسالة العامة، استخدم فرانسيس تعبير "الحرية والمساواة والإخاء" دون الإشارة صراحة إلى الشعار الفرنسي. ويوضح أن "الأخوة لا تولد فقط من مناخ احترام الحريات الفردية، أو حتى من المساواة المضمونة إداريًا. بل تتطلب الأخوة بالضرورة شيئًا أعظم، مما يعزز بدوره الحرية والمساواة". ويضيف أن الحرية والمساواة لا قيمة لهما بدون الإخاء. علاوة على ذلك، ينتقد البابا إعلان حقوق الإنسان والمواطن والإعلان العالمي لحقوق الإنسان لكونهما مجردين في جوهرهما، مؤكدًا أن المساواة لا يمكن تحقيقها "بإعلان مجرد بأن جميع الرجال والنساء متساوون". بل هي نتيجة لتنمية واعية ودقيقة للأخوة".

### كرامة المرأة
في الرسالة العامة، يسعى البابا فرانسيس إلى ضمان أخذ وضع المرأة على الصعيد العالمي بعين الاعتبار بشكل أكبر؛ كما ذكر أيضًا: "إن تنظيم المجتمعات في جميع أنحاء العالم لا يزال بعيدًا عن عكس بوضوح أن المرأة تتمتع بنفس الكرامة والحقوق المتطابقة التي يتمتع بها الرجل".

### عقوبة الإعدام والسجن مدى الحياة
ويكرر البابا فرانسيس أن عقوبة الإعدام "غير مقبولة" وأنه "لا يمكن التراجع عن هذا الموقف". ويضيف أن الكنيسة الكاثوليكية ملتزمة بإلغاء عقوبة الإعدام في جميع أنحاء العالم؛ ويوضح: "إن الرفض القاطع لعقوبة الإعدام يُظهر إلى أي مدى من الممكن الاعتراف بالكرامة غير القابلة للتصرف لكل إنسان وقبول أن له مكانًا في هذا الكون". كما أعرب عن معارضته للسجن مدى الحياة، والذي يسميه "عقوبة الإعدام السرية".

### السياسة الدولية
في الرسالة العامة، ذكر البابا فرانسيس أن الطريقة التي تعاملت بها دول العالم مع جائحة كوفيد-19 أظهرت فشلاً في التعاون العالمي. في الرسالة العامة، يدعو البابا إلى تطوير "شكل من أشكال الحكم العالمي " على المدى المتوسط والطويل والذي من شأنه أن يمتلك الوسائل لتوفير "مساعدة فعالة لدمج المهاجرين في البلدان المستقبلة لهم، مع تعزيز تنمية بلدانهم الأصلية من خلال سياسات مستوحاة من التضامن، ولكن دون ربط المساعدة باستراتيجيات وممارسات أيديولوجية غريبة أو متعارضة مع ثقافات الشعوب التي تتلقى المساعدة".
ويدعو فرانسيس أيضًا إلى إصلاح الأمم المتحدة لمنع "نزع الشرعية عنها".
وانتقد البابا "بعض الأنظمة السياسية الشعبوية " التي تمنع المهاجرين من دخول بلدانها بأي ثمن، وتؤدي إلى "عقلية معادية للأجانب". يُعرّف السياسة الجيدة بأنها السياسة التي تحاول بناء المجتمعات وسماع كافة الآراء. بالنسبة لفرانسيس، فإن السياسة لا تتعلق بـ"كم عدد الأشخاص الذين أيدوني؟" أو "كم عدد الذين صوتوا لي؟"، بل تتعلق بـ"كم من الحب وضعت في عملي؟" و "ما هي الروابط الحقيقية التي خلقتها؟"

### الاقتصاد
وحذر البابا فرنسيس من الأنانية في الاقتصاد، ومن المضاربة المالية التي "تواصل إحداث الفوضى". بالنسبة للبابا، فقد أظهرت جائحة كوفيد-19 أنه "لا يمكن حل كل شيء من خلال حرية السوق " وأن الكرامة الإنسانية يجب أن "تعود إلى المركز". يرى البابا أن السياسة الاقتصادية الجيدة هي التي تخلق فرص العمل، وليس تلك التي تزيلها. وهو يندد بـ"عقيدة" الليبرالية الجديدة القائلة بأن السوق بمفرده قادر على حل أي مشكلة ‏، وهي العقيدة التي تلجأ مراراً وتكراراً إلى "نظريات السحر المتمثلة في 'الانتشار' أو 'التسرب لحل أي مشكلة مجتمعية.

### الممتلكات الخاصة
تتفق منظمة الإخوة جميعًا مع الحق في الملكية، ولكنها تنص على أن هذا الحق "لا يمكن اعتباره إلا حقًا طبيعيًا ثانويًا" عند مقارنته بالكرامة الإنسانية. يحاول فرانسيس إعادة توجيه الحق في الملكية باعتباره مسؤولية عن رعاية الكوكب بأكمله: "كل هذا يبرز المعنى الإيجابي للحق في الملكية: أنا أهتم وأزرع شيئًا أملكه، بطريقة يمكن أن تساهم في خير الجميع". ويحث أيضًا على أن يكون "الحق في الملكية الخاصة" مصحوبًا بـ"المبدأ السابق" المتمثل في "تبعية جميع الممتلكات الخاصة للوجهة العالمية لخيرات الأرض ‏، وبالتالي حق الجميع في استخدامها".

### الحرب
مع الأموال التي تنفق على الأسلحة والنفقات العسكرية الأخرى ، دعونا ننشئ صندوقًا عالميًا يمكنه أخيرًا وضع حد للجوع وصالح التنمية في أكثر البلدان الفقيرة ، حتى لا يلجأ مواطنيها إلى حلول عنيفة أو وهمية ، أو مضطرون إلى مغادرة بلدانهم من أجل البحث عن حياة أكثر كريمة.— الإخوة جميعًا, §262
يقول فرانسيس أن الحروب لم يعد من الممكن اعتبارها مبررة، لأن مخاطر الحرب تفوق أي فوائد مفترضة. يعتقد أنه "من الصعب للغاية في أيامنا هذه الاستعانة بالمعايير العقلانية التي تم وضعها في القرون السابقة للحديث عن إمكانية " الحرب العادلة؛ ويضيف فرانسيس أن أوغسطينوس من هيبون، "الذي صاغ مفهوم "الحرب العادلة" الذي لم نعد نتمسك به في أيامنا هذه، قال أيضًا إنه "من المجد الأعظم أن نستمر في الحرب نفسها بكلمة، بدلاً من قتل الرجال بالسيف، وأن نحصل على السلام أو نحافظ عليه بالسلام، وليس بالحرب. ويتحدث فرانسيس عن الحق في الدفاع باستخدام القوة العسكرية باعتباره "حقًا محتملًا". إن الحرب والأسلحة النووية والإرهاب كلها أمور يتم إدانتها باعتبارها بدائل مضللة للحوار ووسائل لتعزيز الأجندات الوطنية في المقام الأول.

### صلاة الختام
وتنتهي الرسالة العامة الصلاة في الإسلام: واحدة إلى الخالق تخاطب الله (كلمة) باعتباره الآب، وصلاة مسيحية مسكونية تخاطب الله باعتباره ثالوث.

## الاستقبال

### السياسيون
ردت سفياتلانا تسيخانوسكايا، وهي سياسية بيلاروسية منفية بعد الانتخابات الرئاسية لعام 2020، على الرسالة البابوية برسالة بعنوان " المجتمع الأخوي: رؤية لبيلاروسيا الجديدة". وفي الرسالة، أشارت تسيخانوسكايا إلى أن "مجتمعًا سياسيًا جديدًا" قد ولد في بيلاروسيا من "الرغبة في الوحدة والتضامن" كرد فعل على حرمان المواطنين من حقوقهم خلال عقود ما بعد الاتحاد السوفيتي من الرئاسة الاستبدادية. وفي حديثها عن الانتخابات، أشارت إلى مثل السامري الصالح الذي يشكل محور الرسالة العامة، حيث قارنت الشعب البيلاروسي بالمسافر المسروق والجريح. وأشادت بالعلمانيين ورجال الدين في الكنائس البيلاروسية الذين استجابوا "بالصلاة والرحمة ورفع أصواتهم ضد العنف والفوضى". وفي ختام كلمتها، طلبت تسيخانوسكايا من البابا تقديم التوجيه للمحتجين السلميين الذين يواجهون العنف المستمر من جانب الحكومة.

### الصحفيون
يصف زائرنا الأحد الرسالة العامة بأنها " نداء بابوي لرعاية إخواننا البشر"، بنفس الطريقة التي تصف بها الرسالة العامة السابقة كن مسبحا بأنها "نداء بابوي لرعاية منزلنا المشترك".
يقارن جون إل. ألين جونيور من كروكس بين الإخوة جميعًا ورسالة بيوس الحادي عشر كوادراجيسيمو آنو ‏ الصادرة عام 1931 استنادًا إلى أوجه التشابه التي يراها بين السياقات السياسية والاقتصادية التي صدرت فيها كلتا الرسالتين والحلول التي قدمتها.
وفقًا لإدواردو كامبوس ليما من كروكس، فقد فوجئ العديد من البرازيليين وسعدوا باستخدام البابا فرانسيس لاقتباس من أغنية سامبا دا بينساو لفينيسيوس دي مورايس في الرسالة العامة.

### الكنيسة الكاثوليكية
رئيسة مدرسة معهد اليسوعيين للروحانية في جنوب أفريقيا، الدكتورة آن ماري بولين كامبل، تنتقد محتوى الرسالة البابوية، وعنوانها الذي تعتقد أنه جعل من الصعب على المرأة أن تشعر بالاندماج (على الرغم من أنها تقول إن Fratelli" تعني التواصل مع الإخوة والأخوات أو الأشقاء")، واستخدامها المتكرر لكلمة "الأخوة" التي تقول إنها "تحمل دلالات ذكورية قوية". وأوضحت أن الرسالة العامة تناولت العديد من القضايا الاجتماعية، لكنها لم تتطرق إلى المشاكل التي تهم النساء بشكل خاص، مثل "العنف القائم على النوع الاجتماعي"، وقالت إن الكنيسة الكاثوليكية "لا تمنح النساء نفس الكرامة والحقوق المتطابقة مع الرجال". ومع ذلك، قالت إنه على الرغم من "نقدها لكتاب "الإخوة جميعًا" فيما يتعلق بالنساء، فإنه يستحق القراءة لأنه يعطي إحساسًا بالعديد من المجالات التي نكافح فيها في المجتمع المعاصر".
الأب جيمس ج. مارتن  يشيد بالرسالة البابوية، لأنه يقول إن الرسالة البابوية "تصادق على تغيير في تعاليم الكنيسة " لأنها تعلن أن عقوبة الإعدام "غير مقبولة" وتنص على أن الكاثوليك يجب أن يعملوا على إلغائها.
يرى توماس بيتري، عميد الكلية البابوية للحبل بلا دنس، أن التغيير الذي طرأ عام 2018 على التعليم المسيحي ورسالة الإخوة جميعًا، اللذان أعلنا أن عقوبة الإعدام "غير مقبولة"، يعني أن عقوبة الإعدام في حد ذاتها مقبولة لأن البابا لم يصف عقوبة الإعدام بأنها "شر جوهري". يعتقد بيتري أنه إذا أنكر البابا جواز عقوبة الإعدام في حد ذاتها، فسوف يشكل ذلك "قطيعة" مع التعاليم السابقة للكنيسة الكاثوليكية.
يقول الأسقف خوسيه هوراسيو جوميز، رئيس مؤتمر الأساقفة الكاثوليك في الولايات المتحدة، إن الرسالة العامة تقترح تحديًا "للتغلب على الفردية في ثقافتنا وخدمة جيراننا بالحب". تقول سيمون كامبل إن رسالة الرسالة العامة هي: "يجب علينا أن نتجاوز الانقسام المستمر ونتحد معًا لبناء عالم يستحق جميع أبناء الله".
في الأول من كانون الأول/ديسمبر 2020، أصدرت دائرة تعزيز التنمية البشرية المتكاملة ‏، بمساعدة دائرة الاتصالات ‏، قسمًا على موقع الدائرة الإلكتروني مخصصًا للرسالة العامة.

### الأديان الأخرى
يقول الإمام الأكبر شيخ الأزهر أحمد الطيب إن الرسالة "هي امتداد لوثيقة الأخوة الإنسانية، وتكشف عن واقع عالمي يدفع فيه الضعفاء والمهمشون ثمن مواقف وقرارات متذبذبة. إنها رسالة موجهة إلى أصحاب النوايا الحسنة، الذين تحيا ضمائرهم، وتعيد للإنسانية وعيها".

### الماسونية
من خلال جهازها الإعلامي ""، أشاد محفل إسبانيا الأكبر بالرسالة العامة، قائلاً إنها تُظهر "مدى بُعد الكنيسة الكاثوليكية الحالية عن وضعها السابق. في رسالة "فراتيلي توتي"، يتبنى البابا مبدأ الأخوة العالمية، المبدأ الأعظم للماسونية الحديثة". كما أشاد المحفل بمعالجة البابا فرنسيس "للدور المُفكك للعالم الرقمي، الذي يُفضّل عمله دوائر مغلقة من الناس الذين يفكرون بنفس الطريقة، ويُسهّل انتشار الأخبار الكاذبة التي تُشجّع على التعصب والكراهية".
من خلال جهاز الاتصال الخاص بها إل أورينتي، أشاد محفل إسبانيا الأكبر البابوية قائلاً إنها تُظهر "مدى ابتعاد الكنيسة الكاثوليكية الحالية عن موقفها السابق ‏. في "الإخوة جميعًا"، يتبنى البابا مبدأ الأخوة العالمية، المبدأ العظيم للماسونية الحديثة". كما أشاد النزل بحقيقة أن فرانسيس يتناول "الدور المتفكك للعالم الرقمي، الذي يعمل على تفضيل الدوائر المغلقة من الناس الذين يفكرون بنفس الطريقة ويسهل انتشار الأخبار الكاذبة التي تشجع على التحيز والكراهية".
كتب محفل الشرق الكبير في إيطاليا ‏ في مجلته الرسمية "إيراسمو" يشيد بالرسالة البابوية، قائلاً إن "فكرة الأخوة العالمية باعتبارها رابطة توحد جميع البشر، بغض النظر عن معتقداتهم أو أيديولوجيتهم أو لونهم أو بشرتهم أو خلفيتهم الاجتماعية أو لغتهم أو ثقافتهم أو أمتهم" المعبر عنها في "الإخوة جميعًا" "قريبة من المثل العليا التي كانت الأساس الحقيقي للماسونية منذ البداية".

## الإرث
شارك البابا فرانسيس في احتفال افتراضي باليوم العالمي للأخوة الإنسانية في 4 فبراير 2021 برفقة الإمام الأكبر شيخ الأزهر أحمد الطيب، وهو احتفال جديد تأسس في 21 ديسمبر 2020 من قبل الأمم المتحدة والذي ربما يكون متأثرًا بمبادرة الإخوة جميعًا.
في 20 مايو 2021، تم إنشاء المدرسة السياسية الإخوة جميعًا. هذه المدرسة هي مدرسة فكرية سياسية على شبكة الإنترنت، ومقرها في قصر سان كاليستو في مدينة الفاتيكان. تتم إدارة المدرسة من قبل خوان إجناسيو ماكييرا وستقدم دورات عبر الإنترنت تستمر من 12 إلى 18 شهرًا لكل منها. يمكن للشباب من جميع أنحاء العالم التسجيل مجانًا في المدرسة، ولكن التسجيل يخضع لعملية اختيار.
في 21 أكتوبر 2021، تم إنشاء مؤسسة الإخوة جميعًا. تهدف المؤسسة إلى تعزيز العدالة والتضامن والصالح العام.
في يوليو 2022، نظمت تايوان معرضًا فنيًا بعنوان "تايوان الصديقة تلتقي الإخوة جميعًا" للاحتفال بمرور 80 عامًا على العلاقات الدبلوماسية بين تايوان والكرسي الرسولي.

## للقراءة الإضافية
- Piro, Isabella (4 Oct 2020). ""Fratelli tutti": short summary of Pope Francis's Social Encyclical". Vatican News (بالإنجليزية). Archived from the original on 2025-05-19. Retrieved 2020-10-04.
- Piro, Isabella (4 Oct 2020). ""Fratelli tutti": long summary of Pope Francis's Social Encyclical". Vatican News (بالإنجليزية). Archived from the original on 2025-05-15. Retrieved 2020-10-04.
- Reis, Bernadette Mary (4 Oct 2020). "Highlights from presentation of "Fratelli tutti"". Vatican News (بالإنجليزية). Archived from the original on 2024-06-08. Retrieved 2020-10-04.

## وصلات خارجية
- "Fratelli tutti (3 October 2020) | Francis". www.vatican.va. مؤرشف من الأصل في 2025-06-29. اطلع عليه بتاريخ 2020-10-04.
- Pope Francis (2020). "Fratres omnes" (PDF). Acta Apostolicae Sedis. ج. 112 ع. 11: 969–1074. مؤرشف من الأصل (PDF) في 2025-06-01.
- "Visit of the Holy Father Francis to Assisi: Holy Mass and signing of the new Encyclical "All Brothers", on fraternity and social friendship". Vatican.va (بالإنجليزية). Archived from the original on 2025-04-24. Retrieved 2020-10-04.
- "Conferenza sulla Lettera Enciclica "Fratelli tutti" del Santo Padre Francesco sulla fraternità e l'amicizia sociale". press.vatican.va. مؤرشف من الأصل في 2024-12-12. اطلع عليه بتاريخ 2020-10-04.
- ENGLISH-Video الإخوة جميعًا by Vatican IHD, 16 October 2020; presentation by the Dicastery for Promoting Integral Human Development
- الموقع الرسمي للرسالة البابوية